# Vieux-Château
Vieux-Château település Franciaországban, Côte-d’Or megyében. Lakosainak száma 100 fő (2022. január 1.). Vieux-Château Toutry, Époisses, Montberthault, Sincey-lès-Rouvray, Sainte-Magnance és Sauvigny-le-Beuréal községekkel határos.

## Népesség
A település népessége az elmúlt években az alábbi módon változott:
| Lakosok száma | 159  | 98   | 93   | 100  | 90   | 88   | 85   | 86   | 86   | 100  |
|               | 1968 | 1982 | 1990 | 2006 | 2013 | 2015 | 2017 | 2019 | 2020 | 2022 |